# Aitor Pascual Seijas
Aitor Pascual Seijas (Ferrol, Galicia, 10 de octubre de 1998), más conocido como Aitor Pascual,  es un futbolista español que actualmente juega en el CD Teruel (Primera Federación)

## Trayectoria
Nacido en Ferrol, provincia de La Coruña, es hijo del exfutbolista Alfredo Pascual, formado en las categorías inferiores del Racing Club de Ferrol.
El 10 de octubre de 2015, siendo aún juvenil y con 17 años debuta con el Racing Club de Ferrol en la Segunda División B, en un encuentro frente al Real Valladolid B. Durante la temporada 2015-16 disputaría 4 partidos en el conjunto ferrolano. 
En noviembre de 2016, firma por el Levante Unión Deportiva, para formar parte del juvenil "A" de División de Honor. 
En julio de 2017, tras acabar su etapa de juvenil con el conjunto valenciano, firma un contrato por el Atlético Levante Unión Deportiva, antes de regresar al Racing Club de Ferrol la Tercera División de España, en calidad de cedido durante la temporada 2017-18, donde disputa 20 partidos.
En la temporada 2018-19, forma parte de la plantilla del Atlético Levante Unión Deportiva de la Segunda División B de España, donde disputa 18 partidos y anota dos goles.
El 24 de julio de 2019, firma por el CE Sabadell de la Segunda División B de España, con el que disputó un total de 21 partidos de liga en los que anotó dos goles y dos encuentros de la eliminatoria de ascenso en el que logró ascender a la Segunda División de España.
El 13 de agosto de 2020, firma por el Club Deportivo Badajoz de la Segunda División B de España, donde juega durante dos temporadas.
El 29 de octubre de 2022, se incorpora a la plantilla del Racing Club de Ferrol de la Primera Federación.